# El coleccionista de cadáveres
El coleccionista de cadáveres es un largometraje de género terrorífico de coproducción hispano-estadounidense.
Filmado en 1967, supuso uno de los últimos trabajos de un actor tan mítico del género como Boris Karloff, 
quien fallecería en 1969, antes del estreno de la película. El tardío estreno en los países coproductores tuvo lugar 
el 16 de febrero de 1970 (en España) y el 1 de agosto de 1971 (en Estados Unidos).
La dirección artística estuvo a cargo del doblemente oscarizado Gil Parrondo.

## Argumento
Un periodista especializado en arte (Jean-Pierre Aumont) es enviado a una población de la Costa del Sol. Allí pretende realizar un reportaje sobre un escultor ciego (Boris Karloff) allí establecido. Este vive con su mujer (Viveca Lindfors), encargada de administrar sus bienes, en una apartada casa. Un hombre que trabajaba alquilando sombrillas en la playa es atacado por un extraño, esa será la primera de una serie de desapariciones en el pueblo...

## Reparto
- En orden por créditos[2]

| Intérprete         | Personaje       |
| ------------------ | --------------- |
| Jean-Pierre Aumont | Claude Marchand |
| Boris Karloff      | Franz Badulescu |
| Viveca Lindfors    | Tania Badulescu |
| Rosenda Monteros   | Valerie         |
| Milo Quesada       | Shanghái        |
| Dyanik Zurakowska  | Elga            |
| Rubén Rojo         | Pablo           |
| Jacqui Speed       | Pilar           |
| Mercedes Rojo      | Vidente gitana  |
| Mary Lou Palermo   | Stewardess      |
| Manuel de Blas     | Lenny           |
| Eduardo Coutelenq  | Domingo         |

## Titulaciones
- Blind Man's Bluff (Estados Unidos)
- Cauldron of Blood (Reino Unido)
- Children of Blood
- Death Comes from the Dark
- El coleccionista de cadáveres (España, cine)
- El coleccionista de cadáveres (España, VHS y DVD)
- I blofa tou thanatou (Grecia)
- Kochendes Blut (Alemania Occidental, título de vídeo)
- The Corpse Collectors
- The Shrinking Corpse